# Сапожок (остров)
Сапожок (Остров Шумского Кордона) — остров в акватории Новосибирского водохранилища, расположенный напротив села Боровое Новосибирской области.

## Туризм
Остров служит местом для проведения досуга. Здесь есть летние кухни с навесами, лежаки, лавки и т. д.
Сапожок часто посещают любители рыбалки.
В 2016 году на острове проводился фестиваль с огненным шоу, разбрасыванием красок Холи и т. д.